# Долинський район (Кіровоградська область)
Доли́нський райо́н — колишня адміністративно-територіальна одиниця у складі Кіровоградської області України. Площа — 1 255 км². Населення — 33 077 осіб (на 1 січня 2019). Районний центр — місто Долинська.

## Історія
В 17-18 ст. на території сучасного Долинського району існувала розгалужена система запорозьких зимівників. Формування нинішніх поселень припало на середину та другу половину XVIII століття. Воно пов'язане з активною політикою царської Росії в боротьбі з Турецькою імперією та Кримом за вихід до берегів Чорного моря.
Території району не обминув залізничний бум кінця минулого століття. Розміщені на водорозділі, вони стали землями будівництва в 1871-73 роках Харківсько-Миколаївської залізниці, спорудження в 1873 році станції Долинська. В 1884 році станція одержала вихід на Криворіжжя і стала вузловою. Біля неї швидко розвивалося селище, з 1923 року районний центр, з 1957 — місто районного підпорядкування.
Кінець 70-х — початок 80-х років — це ще одна сторінка Долинщини. В 1978 році закінчилося будівництво залізничної гілки Долинська-Помічна, в 1983 — експериментального елеватора-мільйонника. З 1985 року історія міста тісно пов'язана із спорудженням Криворізького гірничо-збагачувального комбінату окиснених руд за участі будівельників Чехословаччини, НДР, Румунії, Болгарії.
Офіційною датою утворення Долинського району вважається 7 березня 1923 року. Долинський район розташований на площі 1255 кв.км. Найбільша довжина території району із заходу на схід становить 48 км, а з півночі на південь 32 км. Станом на 1 серпня 2002 року населення району налічує 37900 чоловік. В районі одне місто районного підпорядкування — Долинська, та одне селище міського типу — Молодіжне.

## Адміністративний устрій
Район адміністративно-територіально поділяється на 1 міську раду, 1 селищну раду та 17 сільських рад, які об'єднують 48 населені пункти та підпорядковані Долинській районній раді. Адміністративний центр — місто Долинська.
У грудні 2002  р. з обліку було зняте села Дорошенкове, Новоклинці, Пролетарське. У листопаді 2009 р. з обліку було зняте село Гурівське.

## Природно-заповідний фонд

### Ботанічні заказники
Катеринівська балка, Блакитний льон, Боковеньківська балка (загальнодержавного значення), Василівська балка, Верхів'я Боківської балки, Верхів'я Ситаєвої балки, Гранітний степ (загальнодержавного значення), Клавина балка, Цілина.

### Загальнозоологічний заказник
Братолюбівська балка.

### Ландшафтні заказники
Балка Новоолександрівська, Гурівський, Золота балка, Урочище сад.

### Орнітологічний заказник
Шмалієвський.

### Ботанічна пам'ятка природи
Дуби в Гуріївському лісництві.

### Дендрологічний парк
Веселі Боковеньки (загальнодержавного значення).

### Заповідні урочища
Зелений гай, Олександрівська Дача, Наталіївське.

### Регіональний ландшафтний парк
Боковеньківський ім. М. Л. Давидова.

## Населення
Розподіл населення за віком та статтю (2001)
| Стать | Всього | До 15 років | 15-24 | 25-44 | 45-64 | 65-85 | Понад 85 |
| --- | ------ | ----------- | ----- | ----- | ----- | ----- | -------- |
| Чоловіки | 17 366 | 3606        | 2320  | 5210  | 4422  | 1725  | 83       |
| Жінки | 20 594 | 3457        | 2254  | 5589  | 5301  | 3604  | 389      |
| \| Статево-вікова піраміда \| Статево-вікова піраміда \| Статево-вікова піраміда \| \| ----------------------- \| ----------------------- \| ----------------------- \| \| Чоловіки \| Вік \| Жінки \| \| 83 \| 85 + \| 389 \| \| 119 \| 80-84 \| 428 \| \| 336 \| 75-79 \| 1004 \| \| 578 \| 70-74 \| 1181 \| \| 692 \| 65-69 \| 991 \| \| 1349 \| 60-64 \| 1717 \| \| 791 \| 55-59 \| 1051 \| \| 1089 \| 50-54 \| 1238 \| \| 1193 \| 45-49 \| 1295 \| \| 1326 \| 40-44 \| 1423 \| \| 1457 \| 35-39 \| 1540 \| \| 1278 \| 30-34 \| 1393 \| \| 1149 \| 25-29 \| 1233 \| \| 1050 \| 20-24 \| 1041 \| \| 1270 \| 15-20 \| 1213 \| \| 1579 \| 10-14 \| 1526 \| \| 1188 \| 5-9 \| 1117 \| \| 839 \| 0-4 \| 814 \| |        |             |       |       |       |       |          |
| Статево-вікова піраміда |        |             |       |       |       |       |          |
| Чоловіки | Вік    | Жінки       |       |       |       |       |          |
| 83 | 85 +   | 389         |       |       |       |       |          |
| 119 | 80-84  | 428         |       |       |       |       |          |
| 336 | 75-79  | 1004        |       |       |       |       |          |
| 578 | 70-74  | 1181        |       |       |       |       |          |
| 692 | 65-69  | 991         |       |       |       |       |          |
| 1349 | 60-64  | 1717        |       |       |       |       |          |
| 791 | 55-59  | 1051        |       |       |       |       |          |
| 1089 | 50-54  | 1238        |       |       |       |       |          |
| 1193 | 45-49  | 1295        |       |       |       |       |          |
| 1326 | 40-44  | 1423        |       |       |       |       |          |
| 1457 | 35-39  | 1540        |       |       |       |       |          |
| 1278 | 30-34  | 1393        |       |       |       |       |          |
| 1149 | 25-29  | 1233        |       |       |       |       |          |
| 1050 | 20-24  | 1041        |       |       |       |       |          |
| 1270 | 15-20  | 1213        |       |       |       |       |          |
| 1579 | 10-14  | 1526        |       |       |       |       |          |
| 1188 | 5-9    | 1117        |       |       |       |       |          |
| 839 | 0-4    | 814         |       |       |       |       |          |

Національний склад населення за даними перепису 2001 року:
| Національність | Кількість осіб | Відсоток |
| -------------- | -------------- | -------- |
| українці       | 35252          | 92,86 %  |
| росіяни        | 1846           | 4,86 %   |
| білоруси       | 324            | 0,85 %   |
| молдовани      | 144            | 0,38 %   |
| вірмени        | 103            | 0,27 %   |
| інші           | 293            | 0,77 %   |

Мовний склад населення за даними перепису 2001 року:
| Мова       | Кількість осіб | Відсоток |
| ---------- | -------------- | -------- |
| українська | 35845          | 94,42 %  |
| російська  | 1730           | 4,56 %   |
| білоруська | 107            | 0,28 %   |
| молдовська | 79             | 0,21 %   |
| вірменська | 70             | 0,18 %   |
| інші       | 131            | 0,35 %   |

## Політика
25 травня 2014 року відбулися Президентські вибори України. У межах Долинського району були створені 42 виборчі дільниці. Явка на виборах складала — 59,63 % (проголосували 15 426 із 25 871 виборців). Найбільшу кількість голосів отримав Петро Порошенко — 39,99 % (6 169 виборців); Юлія Тимошенко — 25,49 % (3 932 виборців), Олег Ляшко — 12,83 % (1 979 виборців), Анатолій Гриценко — 6,75 % (1 041 виборців), Сергій Тігіпко — 3,54 % (546 виборців). Решта кандидатів набрали меншу кількість голосів. Кількість недійсних або зіпсованих бюлетенів — 0,99 %.

## Пам'ятки
- Пам'ятки архітектури Долинського району
- Пам'ятки історії Долинського району

## Відомі уродженці
- Буцький Володимир Романович — один з найкращих господарів-поміщиків Херсонської губернії, землевласник, дворянин, депутат Державної Думи Росії. Походить з козацько-старшинського роду.
- Глущенко Микола Матвійович — поет, один з найпомітніших ліриків краю 60-70-х років.
- Горячко Сергій Кузьмович — український військовий та громадський діяч, учасник бою під Крутами 1918 р.
- Клепач Іван Титович — офіцер армії УНР, голова Гурівської підпільної організації.
- Козьма Олександр Іванович  - генерал-хорунжий Армії УНР.
- Лісовий Андрій Львович — учасник II світової війни, кадровий офіцер, професор кафедри Військової Академії ім. Фрунзе (Москва), генерал-майор.
- Проценко Степан Андрійович — відомий український художник-портретист, реставратор монументального церковного живопису та ікон.
- Савенко Іван Григорович — український радянський живописець, Заслужений художник РФ, член Ленінградської організації Союза художників СРСР.
- Сердюк Анатолій Григорович — український вчений і педагог, професор кафедри агрохімії НУБіПУ, Член-кореспондент Національної академії аграрних наук України, відділення землеробства, меліорації та механізації.
- Шеремет Михайло Сергійович — один з найвідоміших фольклористів і краєзнавців Придніпров'я, журналіст, редактор, самобутній літератор.